# The North Face
The North Face is een Amerikaans bedrijf dat gespecialiseerd is in producten voor de avontuurlijke sportbeoefenaar, zoals kledij, schoeisel, rugzakken, tenten en slaapzakken. Het merk richt zich op verschillende doelgroepen, waaronder studenten, bergbeklimmers, wandelaars, wintersporters en atleten in uithoudingssporten.

## Geschiedenis
Het bedrijf werd in 1966 in San Francisco opgericht door Douglas Tompkins en zijn toenmalige vrouw Susie Tompkins als een winkel voor bergbeklimmersuitrusting. Het idee voor The North Face kregen ze na een bergwandeling op Eagle Mountain in Minnesota. De naam verwijst naar de noordelijke flank van een berg; wat op het noordelijk halfrond doorgaans de koudste en moeilijkste flank is om te beklimmen. Ruim twee jaar na de opening werd de zaak overgenomen door Kenneth Klopp.
David Alcorn ontwierp het logo, met een kwart van een cirkel, in 1971. Het roept beelden op van Half Dome, een enorme halve granietkoepel in Yosemite National Park en een icoon in de bergbeklimmersgemeenschap.
Anno 2016 is The North Face een dochterbedrijf van VF Corporation. De hoofdzetel is in Alameda (Californië) en wordt gedeeld met zusterbedrijf JanSport.